# 大和証券オフィス投資法人
大和証券オフィス投資法人（だいわしょうけんオフィスとうしほうじん）は、東京都中央区に本部を置く投資法人。東証上場（J-REIT）。大和証券グループ本社の連結子会社。

## 概要
大和証券グループ本社がスポンサーであり、資産運用会社は大和証券グループ本社完全子会社の「大和リアル・エステート・アセット・マネジメント」である。
投資対象はオフィスであり、資産規模4,614億円、物件数59物件である（2020年12月23日現在）。

## 沿革
スポンサーは、2005年設立当初はダヴィンチ・アドバイザーズであったが、2009年7月より大和証券グループ本社に変更した。
- 2005年7月11日 - DAオフィス投資法人として設立。
- 2005年10月19日 - 東京証券取引所に上場。
- 2010年9月1日 - 大和証券オフィス投資法人に商号変更。
- 2021年3月8日 - 自己投資口取得により、大和証券グループ本社の連結子会社となる[2][3]。

## 主な保有物件
「Diawa○○ビル」と称するビルを中心に保有。
以下、保有物件の一例。
- 新宿マインズタワー
- Daiwaリバーゲート
- Daiwa笹塚タワー
- Daiwa銀座ビル